# Emmanuel Karenzi Karake
Emmanuel Karenzi Karake, né le 23 décembre 1960 au Rwanda, est un général de l'armée rwandaise.

## Biographie
Ayant grandi en Ouganda dans un camp de réfugiés, il étudie à l'université Makerere, à Kampala. Il se joint au Front patriotique rwandais (FPR), avec lequel il combat lors de la guerre civile de 1990-1994.
Devenu haut gradé dans l'armée rwandaise, il est nommé commandant adjoint de la Mission de l'Union africaine au Soudan en août 2007. En janvier 2008, il devient adjoint de la Mission conjointe des Nations unies et de l'Union africaine au Darfour et occupe ce poste jusqu'en avril 2009. 
En février 2008, il est accusé par un juge espagnol (selon le principe de la compétence universelle de la justice espagnole) d'avoir été responsable de massacres de Hutus, à l'époque où il était chef des services de renseignements rwandais entre 1994 et 1997. L'organisme Human Rights Watch prétend que les forces sous son commandements auraient tué des civils en 2000 lors de combats contre les troupes ougandaises à Kisangani. Un mandat d'arrêt européen et un mandat d'arrêt international sont émis.
En avril 2010, le président rwandais Paul Kagame annonce le limogeage de deux généraux: Charles Muhire, accusé de corruption, et Karake, accusé de «conduite immorale». Les deux officiers supérieurs sont soupçonnés de collaborer avec l'opposition. En 2011, il est réintégré et nommé chef des services de renseignement rwandais.

### Arrestation
Le 20 juin 2015, il est arrêté à Londres, sur un mandat d'arrêt espagnol de crimes de guerre. La ministre des Affaires étrangères Louise Mushikiwabo condamne cette arrestation et dénonce un scandale.
Le 10 août 2015, la justice britannique renonce à la procédure d'extradition et le libère. Le juge explique que « les accusations portées contre le général Emmanuel Karenzi Karake ne sont pas couvertes par la procédure d'extradition britannique ».